# استوکسولون
استوکسولون (به انگلیسی: Acetoxolone) با فرمول شیمیایی C32H48O5 یک ترکیب شیمیایی با شناسه پاب‌کم 622545 است. که جرم مولی آن ۵۱۲٫۷۲ گرم بر مول می‌باشد. 